# Antu Shuiku
Antu Shuiku är en reservoar i Kina. Den ligger i provinsen Jilin, i den nordöstra delen av landet, omkring 310 kilometer öster om provinshuvudstaden Changchun. Antu Shuiku ligger 377 meter över havet. Arean är 3,5 kvadratkilometer. Omgivningarna runt Antu Shuiku är en mosaik av jordbruksmark och naturlig växtlighet. Den sträcker sig 3,5 kilometer i nord-sydlig riktning, och 3,4 kilometer i öst-västlig riktning.
Genomsnittlig årsnederbörd är 949 millimeter. Den regnigaste månaden är juli, med i genomsnitt 211 mm nederbörd, och den torraste är januari, med 8 mm nederbörd.